# Pacomi de Tabenna
Pacomi o Pacumi de Tabenna (grec antic: Παχώμιος o Παχούμιος) (Tebes, actual Luxor, Egipte, 292 - Pbow, 9 de maig de 348) va ésser un anacoreta i monjo egipci, considerat el fundador del monaquisme cenobític. És venerat com a sant en totes les confessions cristianes.

## Biografia
Pacomi va néixer a Tebes en 292, en una família pagana. Als vint anys, va ésser obligat a allistar-se a l'exèrcit durant un període de guerres que va seguir la mort de Constanci Clor, i empresonat en negar-se a lluitar o per evitar desercions. Llavors va conèixer la comunitat de cristians, que portava aliments i consol als presoners i el van impressionar. En llicenciar-se, sense haver hagut de lluitar, va interessar-se pel cristianisme, s'hi convertí i fou batejat en 314 a l'església de Quenobòscia prop de Diòspolis Parva.
Va tenir contactes amb ascetes coneguts i va voler seguir-ne el camí, esdevenint deixeble de l'eremita Palemó el Vell en 317. Estudià amb ell durant set anys i marxà a la comunitat que dirigia Antoni el Gran, fent-hi vida eremítica. Segons la tradició, va sentir una veu a Tabenna que li deia que hi aixequés una casa on els eremites poguessin aplegar-se i viure en comunitat. Macari el Gran ja havia creat alguns proto-monestirs anomenats larves o cel·les, on els cristians que no podien seguir el rigor de la vida eremítica en solitari podien fer una vida similar en comunitat. Pacomi va ésser el primer a organitzar aquestes cel·les d'una manera formal.

### Primeres comunitats de vida cenobítica
Els ascetes cristians vivien, llavors, en solitari o en vida semieremítica. Homes i dones vivien en cabanes o coves individuals (les cel·les) i només es reunien per a oficis o ritus litúrgics determinats. Pacomi va crear una comunitat monàstica cenobítica en la qual els homes o dones vivien permanentment plegat i tenien propietats com a comunitats, sota la direcció d'un abba (‘pare’, d'on deriven «abat» i «abadessa»).
La primera comunitat cenobítica fou la de Tabenna, prop de Denderah (Egipte), establerta entre 318 i 323. El primer monjo que el seguí fou el seu germà Joan, i aviat uns cent monjos hi van viure. Pacomi fundà nou monestirs més i, a partir del 336, visqué al monestir de Pabau (Pbow). El més conegut dels seus deixebles va ser Teodor de Tabenna, que el succeí com a abat. Quan va morir, cap al 346, ja hi havia uns tres mil monestirs arreu d'Egipte i, durant la generació següent, creixeren fins a uns set mil, estenent-se el monaquisme a Palestina, Síria i el nord d'Àfrica i, aviat, a Europa. Basili de Cesarea el visità i implantà a Cesarea monestirs similars als de Pacomi, adaptant-ne la forma de vida i redactant una regla de vida, coneguda com a Ascetica o Regla de Sant Basili, encara avui la més habitual en les comunitats de l'Església Ortodoxa.
Va introduir la "corda de pregària", un tipus de rosari comú a les esglésies orientals. Pacomi ni, en general, els seus monjos, no eren preveres. Atanasi d'Alexandria el visità en 333 per tal d'ordenar-lo, arran de la defensa que havia fet de l'ortodòxia enfront de l'arrianisme, però Pacomi marxà per evitar-ho.
Va viure com a abat amb els seus monjos fins que va emmalaltir en una epidèmia, potser de pesta. Va reunir els monjos, els exhortà a enfortir la seva fe i en designà un successor. Va morir el 14 Pashons de 64 A.M. (9 de maig de 348).

## La regla de Pacomi i l'organització dels monestirs
No es conserva cap dels textos originals de la regla monàstica de Pacomi. La Regula S. Pachomii, amb 194 articles, i una versió abreviada amb 14, poden contenir fragments de l'original, però no se n'ha pogut establir l'autenticitat. Algunes característiques són que distingeix entre 24 tipus de monjos, nomenats segons les lletres de l'alfabet: de les ànimes simples als més intel·ligents.
Pacomi havia previst una organització centralitzada del que ja es podia considerar un orde monàstic, amb un superior general i un sistema de visites i capítols generals per a compartir punts de vista. L'organització interna, deguda al gran nombre de monjos que tenia cada comunitats (podien arribar a diversos centenars), era més similar a la d'un campament militar que a la d'una organització monàstica moderna. Hi havia edificacions separades, cadascuna amb els seus responsables, on s'agrupaven els monjos segons la seva funció o ofici (fusters, cuiners, etc.). L'organització del treball era part important de la vida monàstica, a diferència de les comunitats de Sant Antoni Abat.
Els monestirs pacomians deixaven molt de marge perquè cada monjo establís la seva manera particular de viure-hi: així, les hores dels àpats o els dejunis quedaven a l'albiri de cadascú, podien fer l'àpat en comunitat o demanar pa i sal per fer-ho per separat. De fet, l'organització estrictament monàstica i en comunitat no es donà fins a les reformes de Sant Basili de Cesarea, que regula moltes més activitats en comunitat.

## Obres
De Pacomi es conserven:
- 1. Regulae Monasticae (dues), que no són originals, sinó textos refosos amb posterioritat, potser amb algunes parts de Pacomi.
- 2. Monita
- 3. SS. PP. Pachomii et Theodori Epistolae et Verba Mystica
- 4.  ̓Εκτω̂ν ̓εντολω̂ν του̂ ἁγίου Παχουμίου, Praecepta S. Pachomii s. Pachumii

## Veneració
Va ésser venerat com a sant des de poc després de la seva mort, i és una personalitat destacada de l'Església Ortodoxa Copta. La seva vida és narrada a la Vita S. Pachumii, Βίος τρυ̂ Παχουυίου, del segle iv; a més dels Paralipomena de SS. Pachomio et Theodoro i la carta Πιστολὴ ̓Αμμω̂νος ἐπισκόπου περὶ πολιτείας καὶ βίου μερικου̂ Παχουμίου καὶ Θεοδώρου, Epistola Ammonis Episcopi De conversatione ac vitae parte Pachumii et Theodori.